# George Prendergast

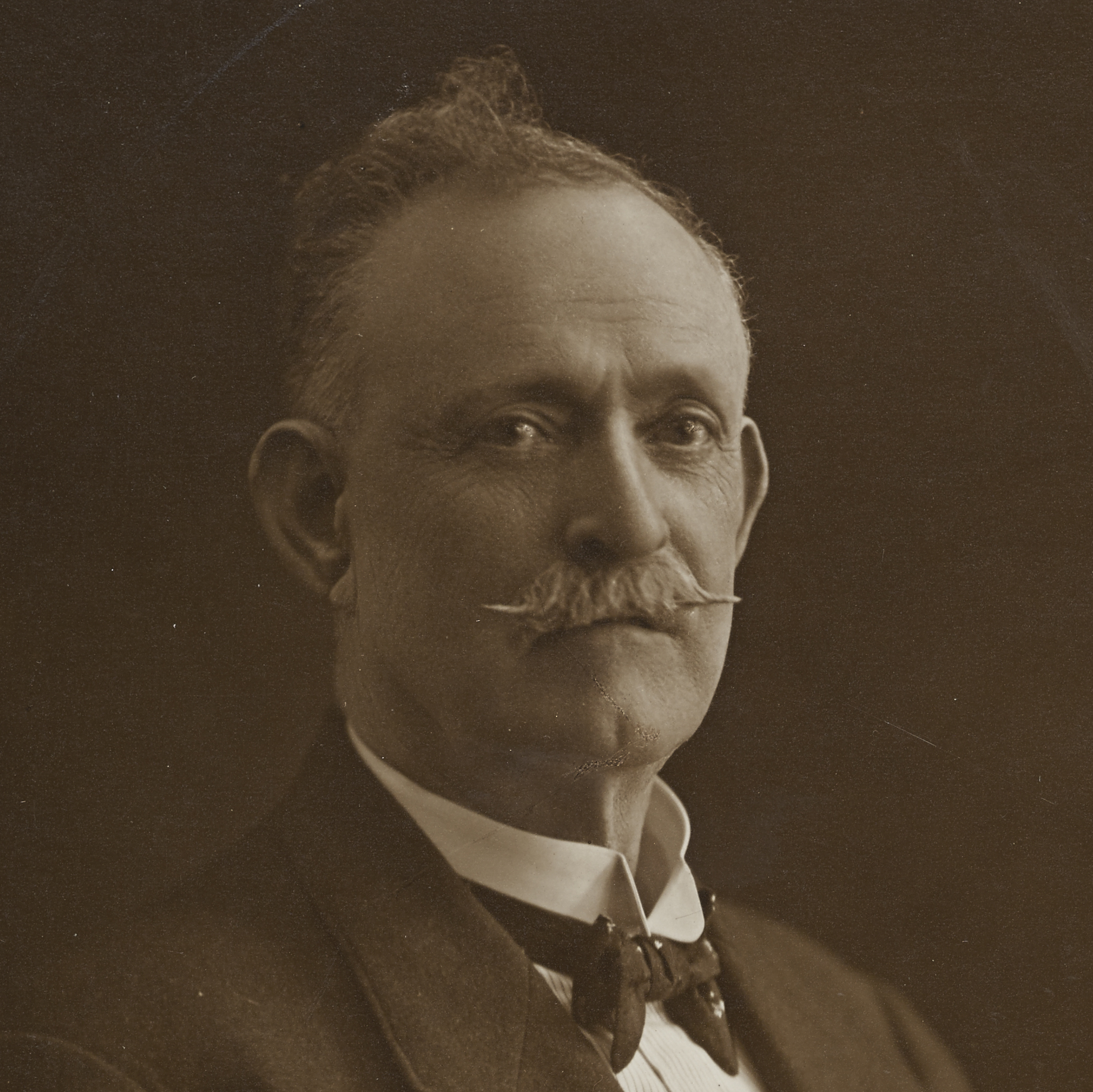
George Prendergast

George Michael „Mick“ Prendergast (* 6. Mai 1854 in Adelaide, South Australia; † 28. August 1937 in North Melbourne, Melbourne, Victoria) war ein australischer Politiker der Australian Labor Party, der unter anderem vom 18. Juli bis zum 18. November 1924 Premierminister von Victoria war.

## Leben
George Michael „Mick“ Prendergast, der von Beruf Drucker war, wurde am 1. Oktober 1894 für die Australian Labor Party erstmals Mitglied der Victorian Legislative Assembly, des Unterhauses des Parlaments, und vertrat in dieser bis zum 1. September 1897 den Wahlkreis „North Melbourne“. Am 1. November 1900 wurde er für den Wahlkreis „North Melbourne“ abermals zum Mitglied der Legislativversammlung gewählt, der er nunmehr bis zum 1. Dezember 1926 angehörte. Als Nachfolger von Frederick Bromley wurde er am 7. Juni 1904 als Leader of the Labor Party in Victoria Parteivorsitzender und bekleidete diese Funktion bis zum 17. September 1913, woraufhin George Elmslie neuer Vorsitzender der Labor Party wurde. In der ersten Labour-Regierung unter Premier Elmslie fungierte er vom 9. bis zum 22. Dezember 1913 als Chefsekretär (Chief Secretary). Nach dem Tode von George Elmslie am 11. Mai 1918 wurde er am 18. Juni 1918 erneut Vorsitzender der Labor Party in Victoria und hatte diese Funktion bis zum 14. April 1926, woraufhin Edmond Hogan neuer Parteivorsitzender wurde.
Als Nachfolger von Alexander James Peacock von der National Party of Australia wurde Prendergast am 18. Juli 1924 Premier von Victoria und bekleidete in seiner bis zum 18. November 1924 amtierenden Regierung auch den Posten des Finanzministers (Treasurer), woraufhin John Allen von der National Party am 18. November 1924 eine Koalitionsregierung bildete. In der ersten Regierung von Premier Edmond Hogan übernahm er vom 20. Mai 1927 bis zum 22. November 1928 erneut den Posten des Chief Secretary. Während dieser Zeit wurde er am 1. Juli 1927 abermals Mitglied der Legislative Assembly, in der er bis zu seinem Tode am 28. August 1937 den Wahlkreis „Footscray“ vertrat.
Aus seiner 1877 geschlossenen Ehe mit Mary Eliza Larrad gingen drei Kinder hervor.

## Hintergrundliteratur
- Don Garden: Victoria: A History, Thomas Nelson, Melbourne 1984, ISBN 978-0-17-005873-5
- Geoff Browne: A Biographical Register of the Victorian Parliament, 1900–84, Government Printer, Melbourne, 1985
- Raymond Wright: A People’s Counsel. A History of the Parliament of Victoria, 1856–1990, Oxford University Press, Melbourne, 1992, ISBN 978-0-19-553359-0
- Kate White: John Cain and Victorian Labour 1917–1957, Hale and Iremonger, Sydney 1982, ISBN 978-0-86806-026-2